# نرگس محمدی (بازیگر)
نرگس محمّدی (زادهٔ ۹ فروردین ۱۳۶۴) بازیگر سینما، تلویزیون و تئاتر اهل ایران است. او نقش اصلی مجموعهٔ تلویزیونی ستایش (۱۳۸۹–۱۳۹۸) را بازی کرده است و برای آن نامزد تندیس حافظ بهترین بازیگر زن درام از جشن دنیای تصویر شد.

## زندگی شخصی
نرگس محمدی در ۹ فروردین ۱۳۶۴ در تهران زاده شد. خانواده‌اش اصالتاً اهل سراب، آذربایجان شرقی هستند. او فرزند نخست خانواده است و یک خواهر و یک برادر دارد. او در دبیرستان علاقه داشت که هنر را بخواند، اما در رشته تجربی ادامه تحصیل داد. او در دانشگاه پرستاری پذیرفته شد و دارای مدرک کارشناسی پرستاری است. او بعدها به این فکر افتاد که در کلاس‌های بازیگری شرکت کند. محمدی در آموزشگاه بازیگری ثبت‌نام کرد و دوره‌های بازیگری را زیر نظر اساتیدی، چون پیام دهکردی و مهتاب نصیرپور، گذراند.
محمدی در اردیبهشت ۱۳۹۶ با علی اوجی، بازیگر و تهیه‌کننده، ازدواج کرد.

## حرفه
وی ابتدا به انجام کار تئاتر روی آورد. نخستین حضور جدی سینمایی وی، در فیلم ریسمان باز، به کارگردانی مهرشاد کارخانی بود. بازی در فیلم آناهیتا و نقش‌آفرینی در مجموعهٔ تلویزیونی ستایش موجب شهرت او شد. محمدی در دهمین دوره برگزاری جشنواره بین‌المللی فیلم جاده ابریشم، برای فیلم سلوک به کارگردانی عباس رافعی، تهیه کنندگی علی اوجی نخستین جایزه بین‌المللی خود را در مقام بهترین بازیگر زن در این رویداد سینمایی دریافت کرد.

## فیلم‌شناسی

### سینما
| سال  | نام فیلم         | کارگردان          |
| ---- | ---------------- | ----------------- |
| ۱۴۰۰ | خائن‌کشی          | مسعود کیمیایی     |
| ۱۴۰۰ | سلوک             | عباس رافعی        |
| ۱۳۹۶ | هوس              | محمد خراط زاده    |
| ۱۳۹۵ | مسلخ             | اصغر نصیری        |
| ۱۳۹۵ | قرارمون پارک شهر | فلورا سام         |
| ۱۳۹۴ | دربست            | علی خامه پرست     |
| ۱۳۹۱ | عملیات مهد کودک  | فرزاد اژدری       |
| ۱۳۹۰ | ساعت شلوغی       | آرش معیریان       |
| ۱۳۸۸ | آناهیتا          | عزیزالله حمیدنژاد |
| ۱۳۸۷ | سوپر استار       | تهمینه میلانی     |
| ۱۳۸۷ | اخراجی‌ها ۲       | مسعود ده نمکی     |
| ۱۳۸۶ | ریسمان باز       | مهرشاد کارخانی    |
| ۱۳۸۳ | تنهایی باد       | وحید موسائیان     |

### تلویزیون
- جوکر۲ (۱۴۰۳)
- پدر گواردیولا (۱۴۰۱)
- بوی باران (۱۳۹۸)
- ستایش (۱۳۸۹–۱۳۹۸)
- زعفرانی (۱۳۹۵)
- معمای شاه (۱۳۹۴)
- ما فرشته نیستیم (۱۳۹۳)
- شاید برای شما هم اتفاق بیفتد (۱۳۹۳)
- میلیاردر (۱۳۹۱)
- ششمین نفر (۱۳۹۰)

### فیلم‌های تلویزیونی
- هوای خنک (۱۳۹۴)
- کویر (۱۳۹۳)

### تئاتر
- پروین (۱۴۰۱)
- عشق روزهای کرونا اولد سانگز (۱۴۰۱)[۶]
- راپورت‌های شبانه دکتر مصدق (۱۳۹۵)[۷]
- نظمیه زنان (۱۳۹۱)[۸]

## جوایز
- جایزه بهترین بازیگر نقش اول زن در جشنواره تئاتر فجر (۱۳۹۵)
- نامزد تندیس حافظ بهترین بازیگر زن درام از جشن دنیای تصویر برای سریال ستایش (۱۳۹۹)
- جایزه بهترین بازیگر زن در دهمین دوره برگزاری جشنواره بین‌المللی فیلم جاده ابریشم (۱۴۰۲)